# Pronville
Pronville är en kommun i departementet Pas-de-Calais i regionen Hauts-de-France i norra Frankrike. Kommunen ligger i kantonen Marquion som tillhör arrondissementet Arras. År 2022 hade Pronville 308 invånare.

## Befolkningsutveckling
Antalet invånare i kommunen Pronville
| Referens: INSEE |